# LR87-11
LR87-11 – silnik rakietowy amerykańskiej firmy Aerojet. Wyprodukowany w liczbie około 534 egzemplarzy. Następca modelu LR87-9. Zwykle pracujące parami.
Utleniacz zużywany w tempie 540,7 kg/s, paliwo w tempie 284 kg/s. Cykl pracy: generator gazu. Współczynnik ekspansji, 15:1. Metody chłodzenia: regeneracyjna i kołnierzem ablacyjnym.

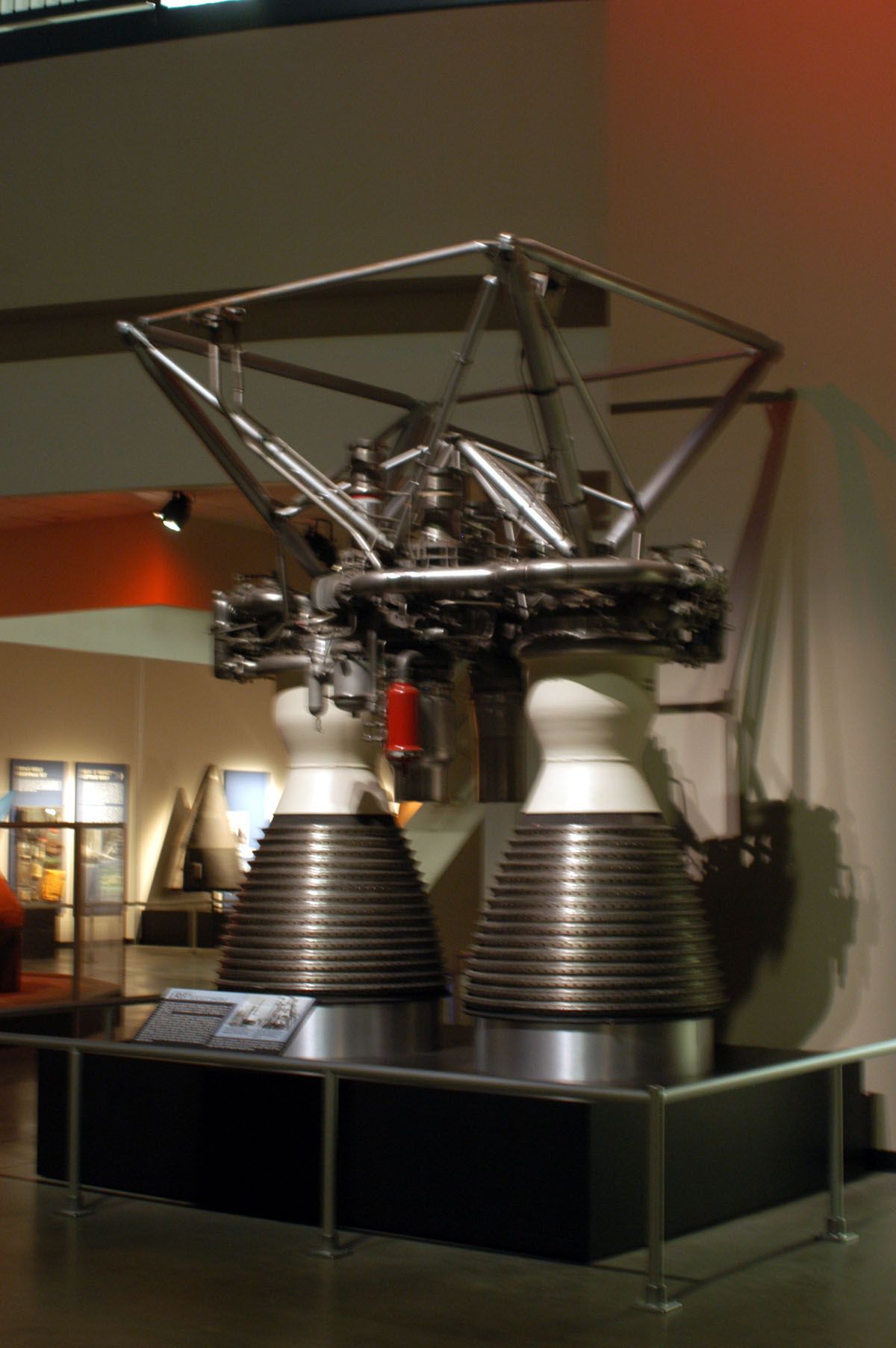
Sparowane silniki LR87 w amerykańskim Narodowym Muzeum Sił Powietrznych w Dayton (Ohio)